# Hallabäckens dalgång
Hallabäckens dalgång este o arie protejată (arie specială de conservare — SAC, sit de importanță comunitară — SCI) din Suedia întinsă pe o suprafață de 191,3 ha, integral pe uscat.

## Localizare
Centrul sitului Hallabäckens dalgång este situat la coordonatele 56°02′46″N 13°04′11″E / 56.0461°N 13.0698°E.

## Înființare
Situl Hallabäckens dalgång a fost declarat sit de importanță comunitară în ianuarie 1998 pentru a proteja un număr necunoscut de specii din flora spontană și fauna sălbatică aflate în arealul zonei. Situl a fost protejat și ca arie specială de conservare în martie 2011.

## Biodiversitate
Situată în ecoregiunea continentală, aria protejată conține 13 habitate naturale: Liziere de ierburi înalte hidrofile de câmpie și de nivel montan până la alpin, Păduri pe pante, grohotișuri și ravene de Tilio-Acerion, Pajiști fino-scandinave uscate până la mezice, bogate în specii de altitudine mică, Păduri mixte riverane de Quercus robur, Ulmus laevis și Ulmus minor, Fraxinus excelsior sau Fraxinus angustifolia, de-a lungul marilor râuri (Ulmenion minoris), Păduri de fag Luzulo-Fagetum, Formațiuni ierboase bogate în specii de Nardus, dezvoltate pe substraturi silicioase în zone montane (și în zone submontane, în Europa continentală), Păduri de stejar sau de stejar și carpen sub-atlantice și medio-europene de Carpinion betuli, Păduri de fag Asperulo-Fagetum, Cursuri de apă de la nivel de câmpie la nivel montan, cu vegetație Ranunculion fluitantis și Callitricho-Batrachion, Pajiști uscate europene, Păduri caducifoliate de mlaștină fino-scandinave, Păduri aluvionare cu Alnus glutinosa și Fraxinus excelsior (Alno-Padion, Alnion incanae, Salicion albae), Formațiuni de Juniperus communis pe lande sau pajiști calcaroase.
La baza desemnării sitului se află un număr nedeclarat de specii protejate.